# Орфографическая конференция (1901)
Орфографи́ческая конфере́нция 1901 года (также Вторая орфографическая конференция; нем. II. Orthographische Konferenz) прошла в Берлине и была посвящена нормированию немецкого правописания, опиравшегося на прусскую школьную орфографию. Первая конференция была созвана в 1876 году, результаты её работы не положили конца спорам о нормах немецкого правописания. В Германской империи, Швейцарии и Австрии использовали собственные варианты орфографии, несмотря на договорённость использовать общие правила.

## История Орфографической конференции

### Предпосылки конференции
В 1879 Бавария приняла собственные правила, вслед за ней правила разработала Австрия. В 1880 году в Пруссии Вильгельмом Вильмансом была разработана собственная система правил для прусских школ (нем. Preußische Schulorthographie — прусская школьная орфография), которая резко отличалась от баварской. Были нормированы глаголы, оканчивающиеся на -iren/-ieren (стал использоваться второй вариант), и существительные, оканчивающиеся на -niß/-nis (второй вариант). В то же время Конрад Дуден, основываясь на двух орфографических системах, пишет свой словарь «Полный орфографический словарь немецкого языка — по новым прусским и баварским правилам» (нем. Vollständiges Orthographisches Wörterbuch der deutschen Sprache – Nach den neuen preußischen und bayerischen Regeln), включающий 27 000 слов. В 1892 правила Дудена были приняты школами Швейцарии.

### Ход конференции
Конференция состоялась в Берлине 17—20 июня 1901 года. Негласно конференция именовалась «Совещаниями по унификации немецкого правописания» (нем. Beratungen über die Einheitlichkeit der deutschen Rechtschreibung), в истории немецкого правописания её часто именуют Второй орфографической конференцией. В конференции принимали участие уполномоченные из 26 стран, австрийский комиссар, наблюдатели — представители печатного дела и книготорговли. Также присутствовали Конрад Дуден и Вильгельм Вильманс, участвовавшие в работе и на Первой конференции.

## Итоги конференции
В результате конференции были приняты следующие положения:
- Однозначно была решена судьба буквы h после t: было решено убрать её из немецких слов (Tal, Tür вместо Thal, Thür), оставив лишь в заимствованных словах (Thron, Theater) и в именах собственных, таких как Thing или Thor.
- Конечная буква ß в словах, оканчивающихся на -niß, заменялась на s (-nis в словах Geheimnis, Kenntnis).
- Заимствования, наводнившие лексический фонд немецкого языка, должны были последовательно укореняться и вклиниваться в немецкое письмо, что однако не означало радикальной замены, например, буквы c на k или z. Слова продолжали писаться различными вариантами (Accent наряду с Akzent, central наряду с zentral, social наряду с sozial и так далее).
- Заимствования, оканчивавшиеся на -iren, стали оканчиваться на -ieren (regieren, addieren).
- Замена c на k в именах собственных: Kassel вместо Cassel, Köln вместо Cöln, Köthen вместо Cöthen.
- Локально орфографические правила вмешивались в фонетику, например, при соотнесении произношения и написания слова Epheu, перешедшего в Efeu.
- Допускалось удвоение согласных (Brennessel).
- Изменились правила переноса слов так, что буквосочетания pf, dt могли распадаться (kämp-fen, Verwand-te), st такой возможностью не обладало (lu-stig). Ранее же наоборот dt был не разделим, а st свободно разделялся при переносе.
- От некоторых положений, которые уже звучали на Первой конференции, отказывались. В частности, чтобы не спровоцировать очередной отказ некоторых стран от новых правил, было решено не изменять привычное написание эсцет.